# Можгинська височина

Розташування Можгинської височини

Можги́нська височина́ (рос. Можгинская возвышенность) — височина у верхів'ях річки Вала, лівої притоки Кільмезі. Розташована у межах Удмуртії та Татарстану Росії.
Простяглась із південного заходу на північний схід, від межиріччя річок Кама та В'ятка до смуги Ува-Іжевськ. На східному схилі беруть початок праві притоки Іжа та Ками, на західному — річка Вала зі своїми притоками та ліві притоки В'ятки. Підвищується із півдня на північ. Максимальна висота — 256 м. На півночі переходить в Тиловайську височину, на північному заході обмежовується Кільмезькою низовиною.